# UGC 6697
Die Galaxie UGC 6697, die ca. 1,5 Millionen Lichtjahre vom Kern des Galaxienhaufens Abell 1367 entfernt liegt, wird hier in einem zusammengesetzten Röntgenbild (blau) und einem optischen Bild (rot und grün) dargestellt. Die Merkmale in dem Bild zeigen, dass die Dichte des heißen Gases, das den Haufen durchdringt, genau richtig war um einen Ausbruch von Sternentstehungen auszulösen, indem Wolken aus kaltem Gas in der Galaxie komprimiert werden. Wenn sich die Galaxie mit einer Geschwindigkeit von mehreren Millionen Meilen pro Stunde auf das Zentrum des Haufens zusteuert, komprimiert der Druck, der durch diese Bewegung durch das heiße Umgebungsgas entsteht, kühleres Gas in der Galaxie und drückt es vom Rand der Galaxie weg. Der schwach blaue Röntgenschweif, der sich im Bild oben rechts erstreckt, stammt von Gas, das durch seine Wechselwirkung mit dem Gas des heißen Haufens aus der Galaxie herausgestrippt wird. Im Laufe der Zeit wird mittels diesen Stripping-Prozess das vollständige Gas aus der Galaxie entfernt, sodass in dieser Art keine neuartigen Ausbrüche von Sternentstehung auftreten können.